# 墾田永年私財法
墾田永年私財法 (日语：／／)是日本奈良时代的圣武天皇于天平15年 (743年)发布的一份勅令。墾田永年私財法是一项允许新开垦的土地长期私有的法令。该法令又称墾田永世私財法 、墾田永世私有法 、墾田永代私有令 。是促成庄园出现的法律基础 。

## 原文
墾田永年私財法的原文收录在《類聚三代格》第15卷中。

 — 

现代汉语译文如下。
（聖武天皇命令）我听说迄今为止垦田的处理是依据三世一身法（養老7年格），届满期限的土地収归公有，并依通例处理（转为国有田授予其他耕作者)。然而因为前述法令开垦的农民失去耕种意愿，导致开垦的土地再次荒芜。因此从今以後承认开垦的土地成为私財，不再受限三世一身的规定，永远不収归公有。在任中的国司对于垦田的处理应该依据之前的法令，但是开垦并占有耕地必须向国提出申請方能进行，不得以本规定为依据占用公有地。如果获得許可者3年内没有开垦土地、可以接受其他人的开垦申请。
天平15年5月27日

### 续日本纪
看《续日本纪》第十五卷同日的记录，也可以看出墾田永年私財法是以天皇命令的形式颁布的，其中有规定私有地领有的上限是按品秩划分的。

## 背景
根据养老7年 (723年）颁布的三世一身法，开垦的田地被允许成为私有财产，直到他的孙子共三代人，但是因为土地最终会被收归公有，因此当充公时间临近，开垦者会失去耕种意愿，使开垦的土地再次荒废。 为了避免土地被抛荒，增加粮食产量，日本不得不允许土地私有，墾田永年私財法的实施使得私有财产成为合法。
当时，日本受到天平疫病的重创 (735年至737年）。《墾田永年私財法》也作为通过提高农业生产，进行社会重建的政策，具有很强的意义 。

## 内容
通过废除三世一身法中规定的私有地没入时限，使开垦的土地可以作为私有财产永久保留。 但是也规定了以下限制：
- 适用新开垦的耕地，现有耕地继续执行班田收授法 。
- 私有财产的面积限制根据品秩而不同。
- 开垦需要國司的许可 。
- 经國司批准后三年内要完成开垦 （也有说法是三年内要开始开垦 ）。
- 不可妨碍现有土地上的农民 。

## 中止
天平神護元年 (765年)3月，道镜成为称德天皇的太政大臣，颁布了太政官符，以开垦土地过热为由，禁止土地私有。但寺庙和农民的小规模开垦并未被禁止。但是，称德天皇驾崩，光仁天皇即位后，道镜失去了权力，宝亀3年 (772年)10月重新允许土地私有，但小规模农民并没有受到影响。

## 影响
墾田永年私財法雖然是為了維持律令制，但由于土地私有制被允许，豪族和神社、寺庙开始进行大量开垦，导致了庄园制度的建立和班田制的崩溃。通过墾田永年私財法建立的庄园被称为初期庄园、自垦地系庄园或垦田地系庄园。

## 相关书籍
- 森田悌. . 吉川弘文館. 1978年. ISBN 4-642-02088-8 （日语）.